# Donnino di Fidenza

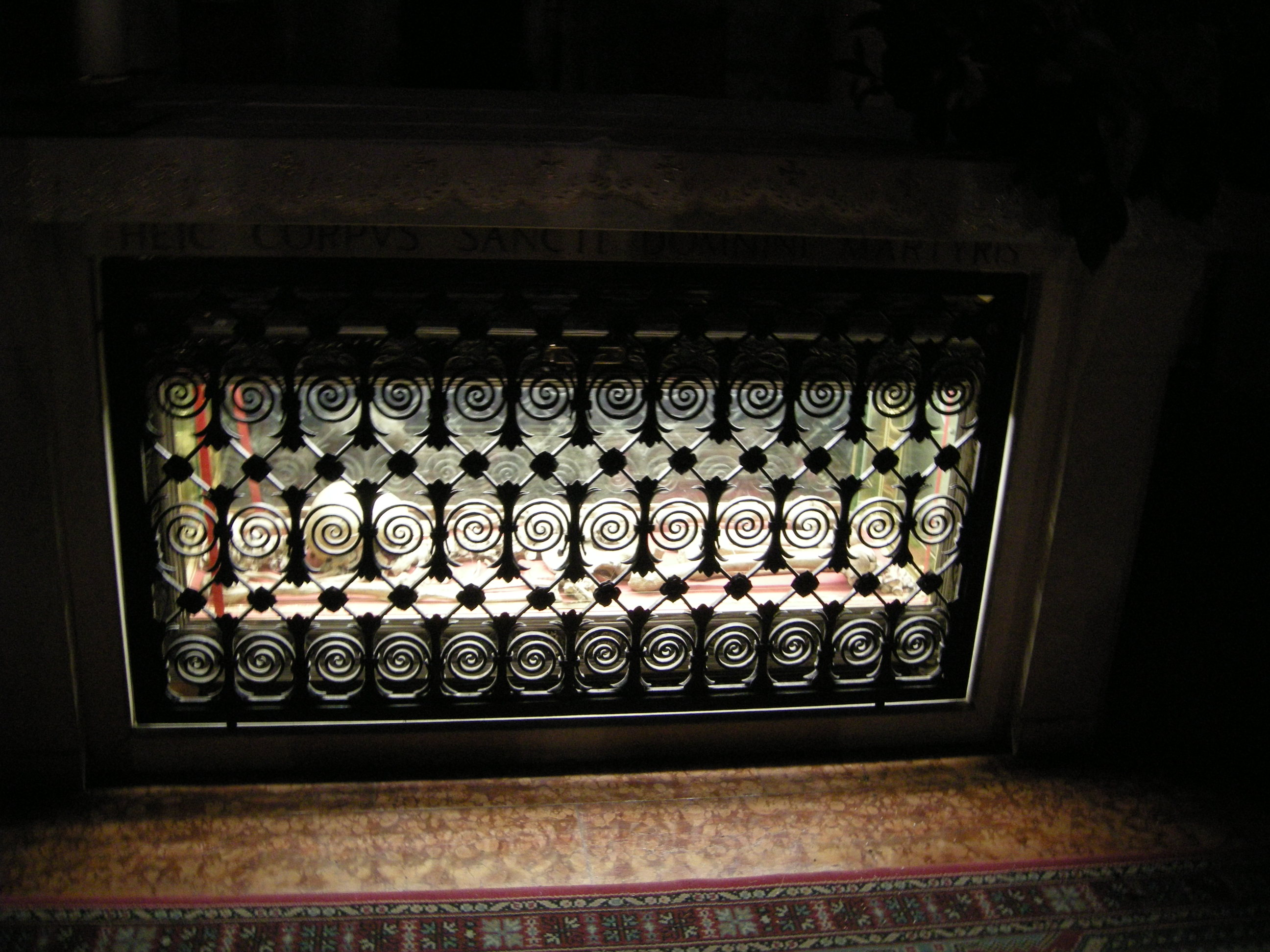
L'urna che racchiude le spoglie del santo nella cripta della cattedrale di Fidenza.

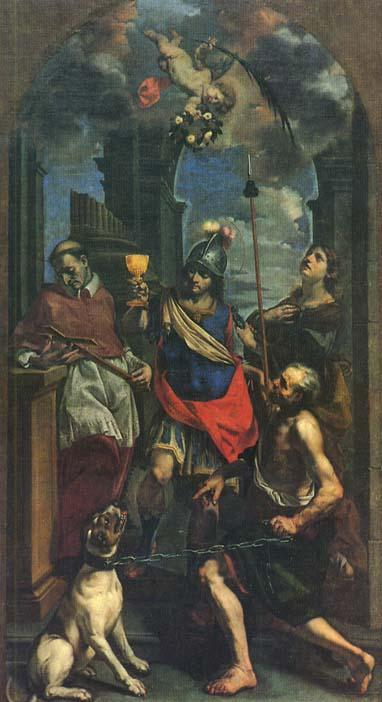
Cristoforo Savolini: San Carlo Borromeo e san Donnino di Fidenza.

San Donnino di Fidenza (III secolo – Fidenza, 9 ottobre 293) è stato un martire cristiano romano vissuto nel III secolo, venerato come santo dalla Chiesa cattolica.

## Biografia
Secondo la tradizione fu martirizzato nella città di Fidenza il 9 ottobre del 293. Era verosimilmente un soldato al servizio dell'imperatore Massimiano Erculeo, per il quale aveva una mansione importante anche se a noi sconosciuta. Secondo i bassorilievi del Duomo di Fidenza che ne narrano la storia, costui sarebbe stato destituito dal suo incarico a causa della sua conversione al Cristianesimo, venne in seguito perseguitato e infine inseguito e raggiunto per ordine dell'Imperatore lungo le rive del torrente Stirone e su quel luogo decapitato. La sua iconografia lo vede rappresentato dopo la morte, in piedi, con il capo mozzato in mano come San Dionigi di Parigi. Non vi sono altre fonti che ne attestino provenienza o altri dati.
Una ricognizione, effettuata nella cripta del Duomo di Fidenza in data 8 Marzo 2006, avrebbe però smentito tale leggenda, in quanto il corpo rinvenuto nella cripta risulta non aver subito nessuna decapitazione. Come infatti scrive la Dott.ssa Licia Usai, paleoantropologa dell'Azienda Ospedaliera dell'Università di Parma, nella sua relazione finale: «non si è rilevata alcuna lesione imputabile ad un'arma da taglio sui distretti scheletrici che dovrebbero essere interessati dal fendente di decapitazione (sul cranio il processo mastoideo, la mandibola, il processo pterigoideo del mascellare; sulle prime due vertebre cervicali: atlante ed epistrofeo)».

## Il culto
Il santo è patrono della città e della diocesi di Fidenza. Le sue spoglie si conservano nella cripta della Duomo di Fidenza in un'urna di vetro e d'argento posta sotto l'altare. È anche il patrono di Castelfranco Emilia.
L'oratorio più antico che ospitò le sue spoglie è del VI secolo, nel IX secolo venne sostituito da una basilica. L'attuale basilica che porta sulla facciata dieci sculture rappresentanti la vita del santo è del XII secolo, qui viene rappresentato con la palma del martire, vestito da soldato, decapitato con la testa in mano.
Alcuni scavi archeologici intrapresi nell'area della Cattedrale di Fidenza dalla "Soprintendenza per i Beni Archeologici dell'Emilia-Romagna" hanno confermato la presenza della sepoltura del santo nei pressi del cimitero del municipium dell'antica Fidentia, anche se è difficile determinare l'epoca della sua sepoltura all'interno del sarcofago risalente al II secolo.
San Donnino viene invocato contro il morso dei rettili e dei cani rabbiosi: una leggenda devozionale narra che avrebbe guarito un idrofobo dandogli da bere acqua e vino, da lui benedetti. È anche protettore dei viandanti e pellegrini, infatti la Cattedrale di Fidenza sorge lungo la Via Francigena.
Il 9 ottobre, dies natalis del patrono, Fidenza lo ricorda con un solenne Pontificale nella Cattedrale, officiato dal vescovo riunito assieme a tutto il clero della Diocesi. 
La città propone un ricco periodo di feste dedicate al patrono; tradizionalmente nello stesso giorno si svolge una imponente fiera con attrazioni.
Il santo è anche patrono delle città di Castelfranco Emilia, Dernice, Montecchio Emilia, Roteglia, Credera Rubbiano e Proserpio.